# Waldkraiburg

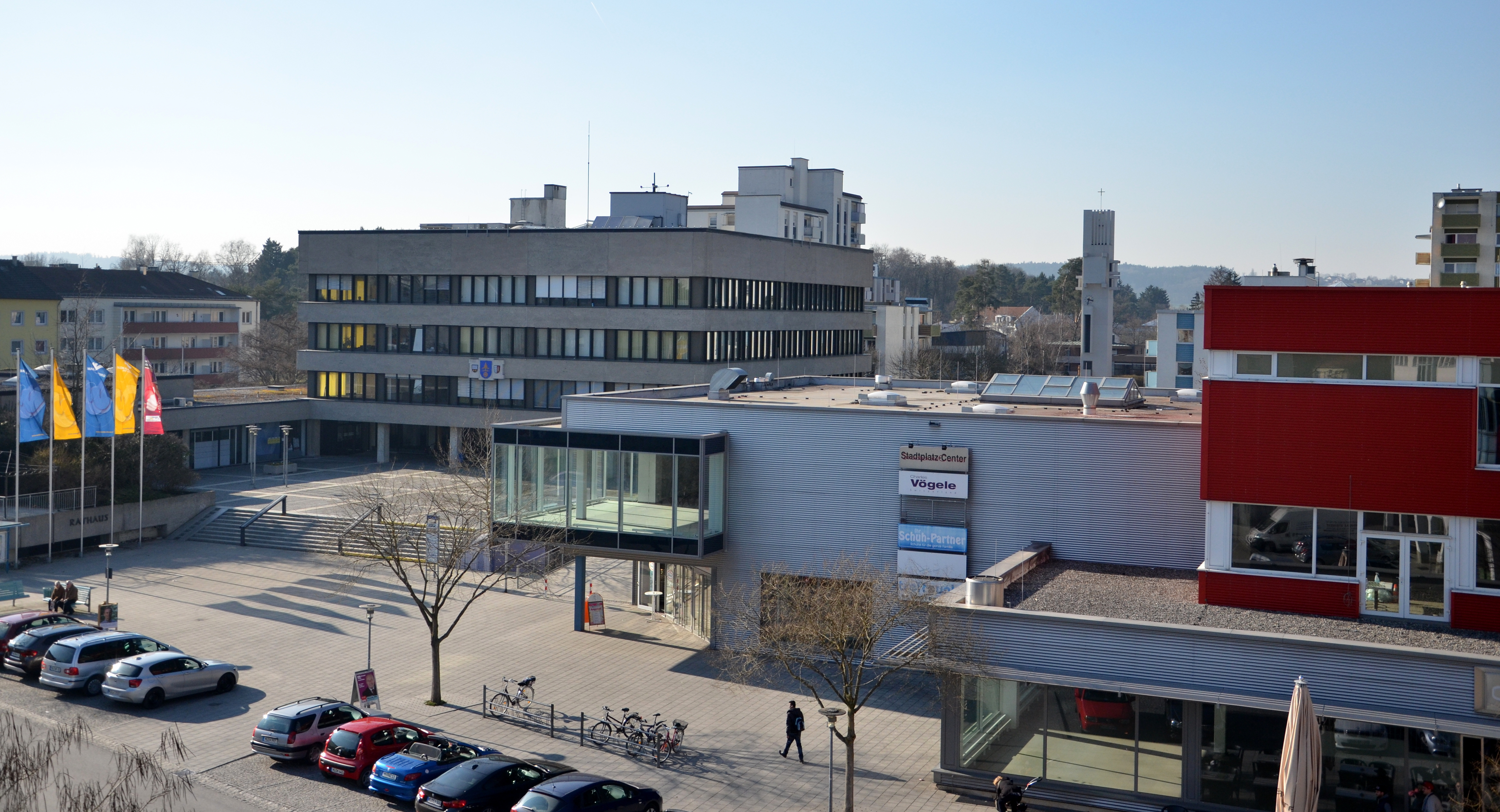
Rathaus Waldkraiburg

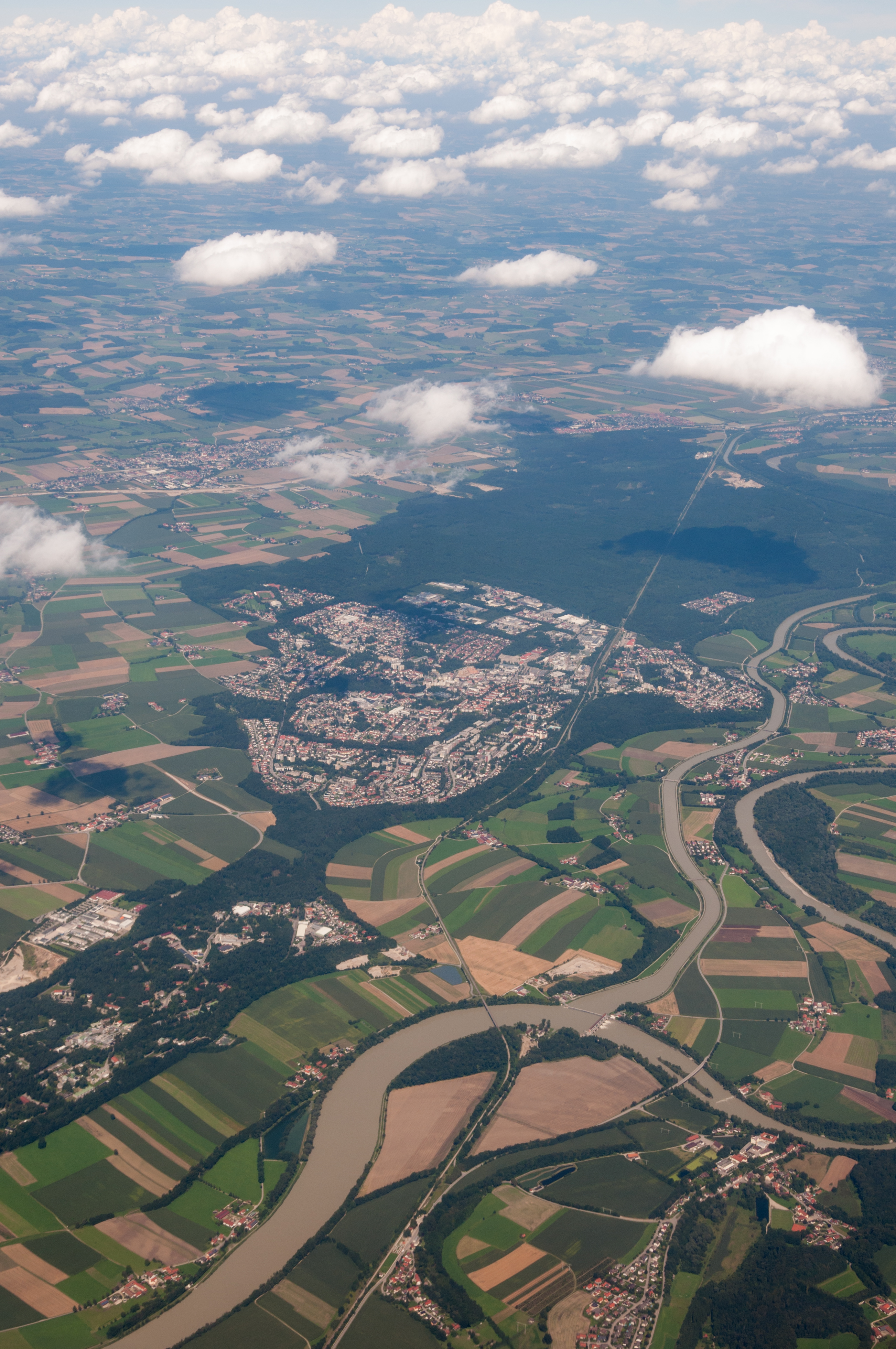
Luftbild vom 17. August 2011

Waldkraiburg (bairisch Woidgraibuag) ist die größte Stadt im oberbayerischen Landkreis Mühldorf am Inn. Mit 25.737 Einwohnern (Stand: 31. Dezember 2024) ist Waldkraiburg nach Rosenheim (65.274 Einwohner – ebenfalls Stand 31. Dezember 2024) die zweitgrößte Stadt in der Planungsregion Südostoberbayern und eine von 13 sogenannten leistungsfähigen kreisangehörigen Gemeinden in Bayern. Waldkraiburg gehört zur Tourismusregion Inn-Salzach.

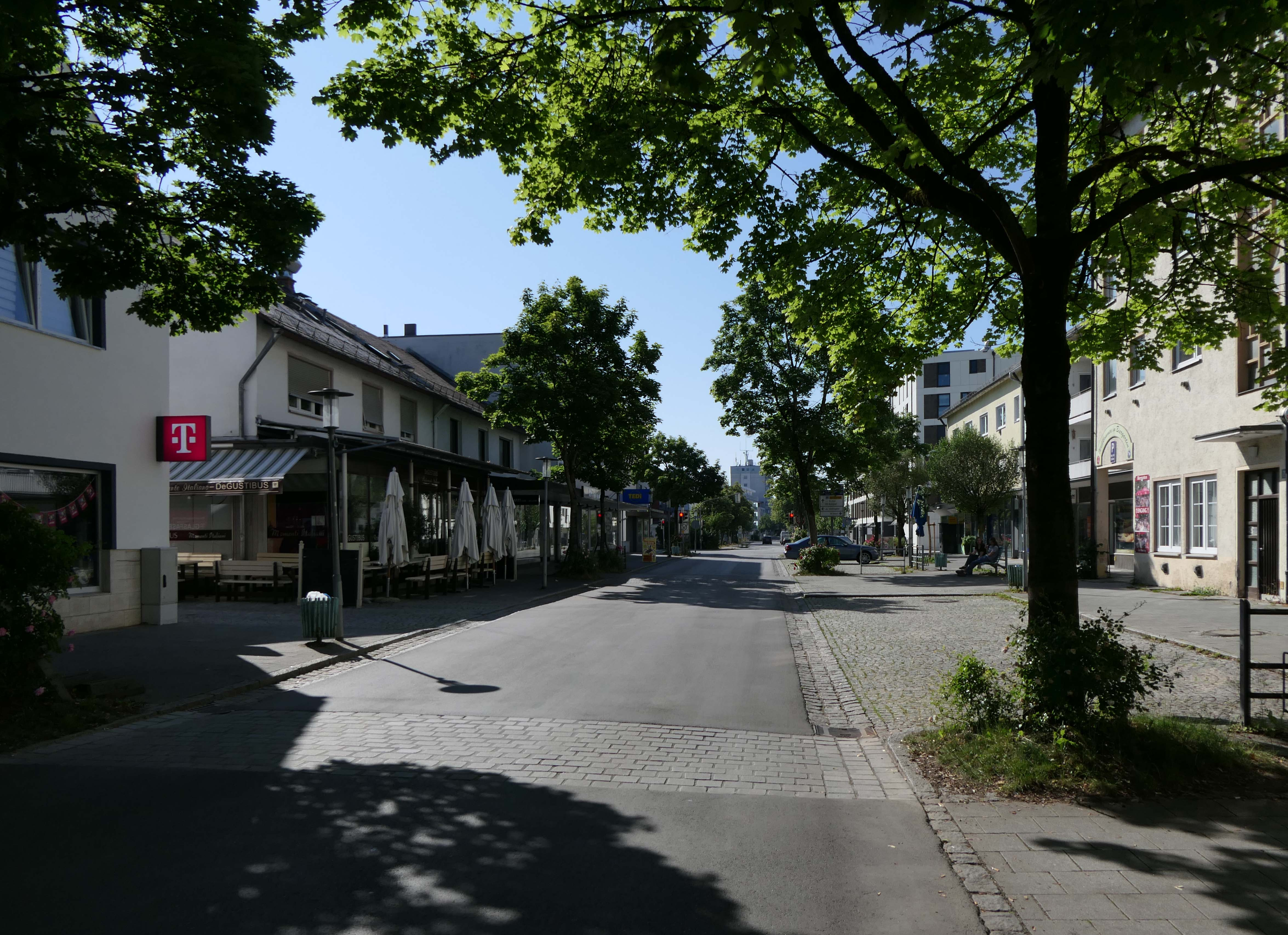
Waldkraiburg - Berliner Straße

## Geografie

### Geografische Lage
Waldkraiburg liegt im bayerischen Alpenvorland, etwa zehn Kilometer südwestlich der Kreisstadt Mühldorf auf den Achsen München–Salzburg und Landshut–Rosenheim.
An die Stadt grenzen im Norden das gemeindefreie Gebiet des Mühldorfer Harts und die Gemeinde Ampfing, im Nordosten die Kreisstadt Mühldorf, im Osten die Gemeinde Polling und im Süden der Markt Kraiburg am Inn. Im Südwesten Waldkraiburgs liegt die Gemeinde Jettenbach, im Westen die Gemeinde Aschau am Inn. Im Nordwesten teilt sich Waldkraiburg auch mit Heldenstein ein kurzes Stück Gemeindegrenze.

### Gemeindegliederung
Die Stadtgemeinde Waldkraiburg hat 18 Gemeindeteile (in Klammern ist der Siedlungstyp angegeben):
- Asbach (Weiler)
- Au (Dorf)
- Ebing (Kirchdorf)
- Föhrenwinkel (Siedlung)
- Froschau (Einöde)
- Hart (Weiler)
- Hausing (Dorf)
- Holzhausen (Einöde)
- Innthal (Weiler)
- Lindach (Weiler)
- Moos (Dorf)
- Niederndorf (Dorf)
- Pürten (Pfarrdorf)
- Rausching (Weiler)
- Sankt Erasmus (Kirchdorf)
- Stockham (Weiler)
- Waldkraiburg (Hauptort)
- Wörth (Einöde)

## Geschichte
Waldkraiburg ist eine von fünf bayerischen Vertriebenenstädten und entstand erst nach dem Zweiten Weltkrieg.
Im südwestlich von Mühldorf am Inn gelegenen Waldgebiet Mühldorfer Hart entstand beim Bau der Bahnstrecke Rosenheim–Mühldorf 1876 ein Bahnhof für den etwa drei Kilometer südlich der Bahnstrecke auf der gegenüberliegenden Seite des Inns gelegenen Ort Kraiburg am Inn.
Aufgrund der einsamen und durch das Waldgebiet getarnten Lage mit dennoch günstiger Verkehrsanbindung begann das Rüstungsunternehmen Deutsche Sprengchemie GmbH (DSC) 1938 damit, das so genannte Werk Kraiburg zu errichten. Ab 1940 wurde dort hauptsächlich Pol-Pulver (Pulver ohne Lösungsmittel) hergestellt. 2500 Arbeiter, zum großen Teil Zwangsarbeiter, waren bis zum Kriegsende 1945 in dem auf rund 500 einzelnen getarnten Bunkern verteilten Werk beschäftigt. Ein weiteres Werk der Rüstungsindustrie bestand seit 1938 im Nachbarort Aschau am Inn und produzierte mit Zellulosenitrat einen wichtigen Rohstoff für das Werk Kraiburg.
Nach 1946 siedelten sich im weitläufigen, nun verlassenen und teilweise zerstörten Fabrikgelände Heimatvertriebene aus Ost- und Südosteuropa an und bauten Betriebe und Wohnhäuser auf. In der Anfangszeit gab es das aus Baracken bestehende Flüchtlingslager Pürten; nach der Vertreibung aus dem Egerland brachten Bahntransporte viele Sudetendeutsche dorthin. Zu den zuerst gegründeten Unternehmen gehörten eine Glashütte und Glasveredelungsbetriebe, in denen Facharbeiter aus Nordböhmen ihre Kenntnisse einsetzten.
Am 1. April 1950 entstand aus der Industriesiedlung eine selbständige Gemeinde mit dem Namen Waldkraiburg. Zu diesem Zweck traten die Gemeinden Aschau bei Kraiburg (jetzt Aschau am Inn), Fraham, Heldenstein und Pürten Gebietsteile an Waldkraiburg ab. Weiterhin kam ein Teil des gemeindefreien Gebietes Mühldorfer Hart zur neuen Gemeinde. Das Wachstum in den darauf folgenden Jahren war so enorm, dass Waldkraiburg bereits 1960 zur Stadt erhoben wurde.
So wurden unter Bürgermeister Hubert Rösler (1950–1965) 2815 Wohneinheiten erbaut (davon 1607 im sozialen Wohnungsbau und 1208 frei finanzierte). Es gelang in hohem Umfang Gewerbe anzusiedeln. Während der Umsatz der Arbeitsstätten in Waldkraiburg 1950 noch 25 Millionen DM ausmachte, stieg dieser bis 1960 auf 200 Millionen DM. 1954 wurde die Eichendorffschule als Volksschule mit 8 Klassen als erste Schule des Ortes erbaut und 1956 auf 12 Klassen erweitert. 1957 wurde bereits das zweite Schulgebäude mit 17 Klassen, Aula und Turnhalle und 1963 das dritte Schulgebäude mit 10 Klassen und der zweiten Turnhalle gebaut. 1955 kam eine Mittelschule hinzu. Zwei Kindergärten, ein Sportstadion mit Fußballplatz und Leichtathletikstätten (1952), ein Freibad mit 2800 m² Becken (1951) und der Waldfriedhof mit 5,5 ha Fläche (1950) wurden in seiner Amtszeit ebenso gebaut wie das Feuerwehrhaus, die Rettungsstation des Roten Kreuzes und zwei Altenwohnheime. Die Entwicklung des Ortes unter Hubert Rösler zeigt sich auch an den Gemeindeeinnahmen, die von 122.016,46 im Jahr 1950 auf 5.514.649,25 DM im Jahr 1963 stiegen.
Im Jahre 1995 war Waldkraiburg Ausrichter der Kleinen Landesgartenschau in Bayern.
Im April und Mai 2020 kam es zu einer Serie von Anschlägen auf türkische Läden in der Innenstadt. Im März 2021 begann ein Prozess gegen einen 26 Jahre alten Deutschen mit kurdisch-türkischen Wurzeln, in Altötting geboren und in der Nähe von Waldkraiburg aufgewachsen. Ihm wird 31-facher versuchter Mord vorgeworfen, zudem Brandstiftung und die Vorbereitung einer schweren staatsgefährdenden Gewalttat.

## Eingemeindungen
Im Zuge der Gemeindegebietsreform wurden am 1. Januar 1974 die Gemeinde Pürten und am 1. Juli 1976 Teile der aufgelösten Gemeinde Fraham eingegliedert.

## Bevölkerung

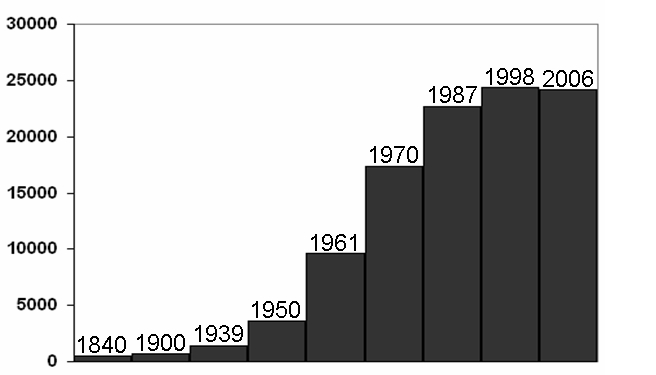
Bevölkerungsentwicklung von 1840 bis 2006

Am 30. Juni 2013 lebten 23.903 Menschen in der Stadt Waldkraiburg, 51,17 % davon weiblich.

Zu einem ersten stärkeren Bevölkerungsanstieg im Bereich des heutigen Waldkraiburg kam es zwischen 1940 und Kriegsende im Zuge der Ansiedlung von Rüstungsindustrie im Mühldorfer Hart. In dieser Zeit hat sich die Bevölkerungszahl von etwa 1400 Einwohnern mehr als verdoppelt. Nach dem Zweiten Weltkrieg siedelten sich Heimatvertriebene aus Ost- und Südosteuropa an, besonders aber aus dem Sudetenland. 1950 entstand die selbstständige Gemeinde Waldkraiburg mit 1912 Einwohnern. 1960 lebten bereits weit über 8000 Menschen in Waldkraiburg, was zur Verleihung des Stadtrechts führte. Bis in die 1980er Jahre erfuhr die Stadt ein stetiges Bevölkerungswachstum. Erst seit Mitte der 1990er Jahre stagniert die Bevölkerungszahl bei einer leichten Tendenz zur Abnahme.
Zwischen 1988 und 2018 wuchs bzw. stagnierte die Einwohnerzahl von 23.177 auf 23.442 um 265 Einwohner bzw. um 1,1 %. Ende 2019 hatte die Stadt 25.461 Einwohner.

## Konfessionsstatistik
Von den 25.461 Einwohnern waren (Stand Ende 2020) 44,7 % (11.116) katholisch, 12,6 % (3.199) evangelisch und 42,8 % waren konfessionslos oder gehörten einer anderen Religionsgemeinschaft an.

## Politik

### Stadtrat
Der Stadtrat für die Wahlperiode von 2020 bis 2026 setzt sich wie folgt zusammen:
| CSU     | UWG 1    | SPD     | AfD     | Grüne   | FDP    | Gesamt   |
| 9 Sitze | 11 Sitze | 4 Sitze | 3 Sitze | 2 Sitze | 1 Sitz | 30 Sitze |

### Bürgermeister
Berufsmäßiger Erster Bürgermeister ist seit 1. Mai 2014 Robert Pötzsch (UWG Waldkraiburg).
Seine vier Vorgänger seit der Gründung der Kommune waren Hubert Rösler (1950–1966), Josef Kriegisch (1966–1984), Jochen Fischer (1984–2002) und Siegfried Klika (2002–2014).

### Wappen
|  | Blasonierung: „In Blau ein bewurzelter goldener Nadelbaum über einem goldenen Zahnrad.“ |
|  |                                                                                         |

### Städtepartnerschaft
Seit 1997 unterhält Waldkraiburg eine Städtepartnerschaft mit der französischen Stadt Sartrouville.

## Kultur und Sehenswürdigkeiten

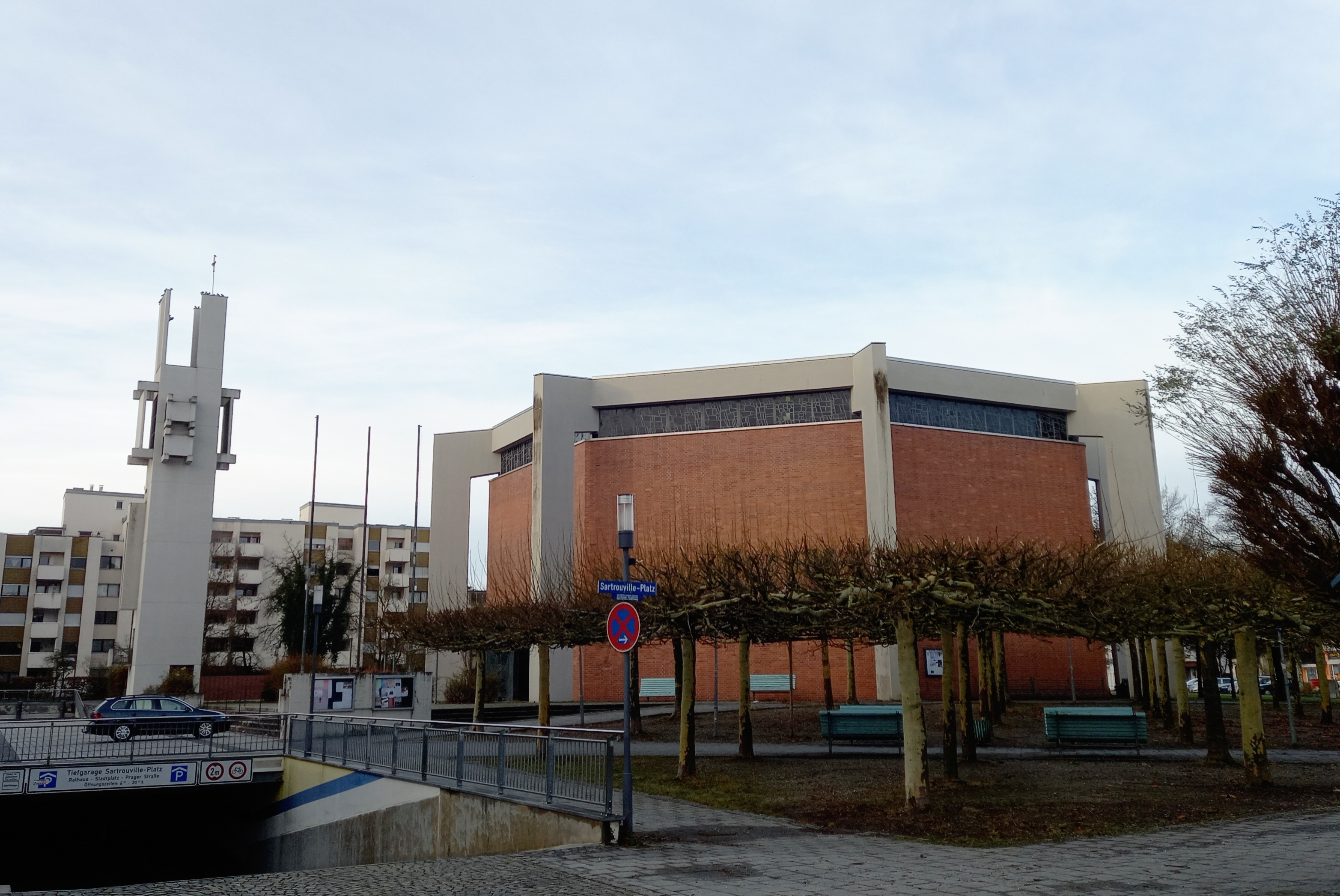
Katholische Stadtpfarrkirche Christkönig

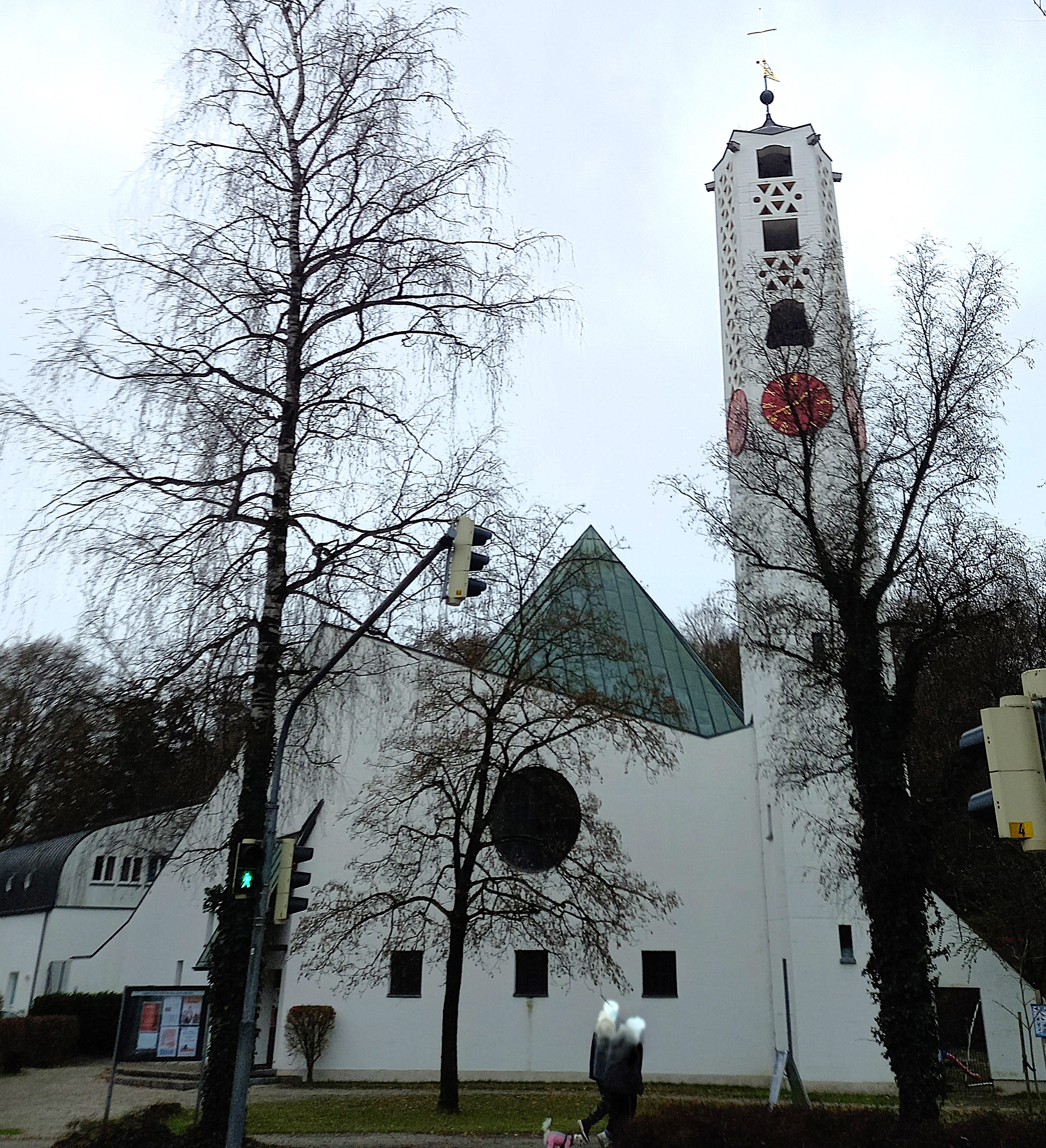
Evangelisch-Lutherische Martin-Luther-Kirche

- Seit seiner Entstehung 1989 ist das Haus der Kultur sowohl kultureller als auch gesellschaftlicher Treffpunkt der Stadt Waldkraiburg. Sehenswert sind die Museumsabteilungen Stadtgeschichte, Glasmuseum und Adlergebirgsheimatstube.
- Das jüngste Museum in der Stadt, der Bunker 29, ist in einem im Original erhaltenen Gebäude der Pulverfabrik von 1940 am Schweidnitzer Weg eingerichtet. In mehrfacher Hinsicht bietet es den Besuchern sinnliches Erleben: Sehen, Hören und Riechen sind hier die ungewöhnlichen Wege der Vermittlung.
- Als Rundweg angelegt, führt der Weg der Geschichte vorbei an Gebäuden und Orten, die in der Historie der Stadt als Pulverfabrik oder als Vertriebenensiedlung eine wichtige Rolle gespielt haben. 18 Stationen enthalten Bilder und Texte mit vielen Informationen zum jeweiligen Standort. Ausgeschildert ist der Weg der Geschichte mit gelb-blauen Wegweisern und Bodenmarkierungen. Die Station 4 ist als Industriemuseum Bunker 29 gestaltet.
- Die römisch-katholische Pfarrkirche Christkönig (Patronatstag ist der letzte Sonntag im Kirchenjahr). Es handelt sich um einen 1964 vollendeten Kirchenbau in Form eines Oktogons; Architekt war Franz Xaver Gärtner (* 1925 bei Neumarkt/Opf.; † 1989 in Neumarkt/Opf.), Schüler bei dem Architekten Sep Ruf. Gärtners erster selbständiger Kirchenbau lehnt sich an das Vorbild von Sep Rufs Kirche in München-Bogenhausen an. Die Kirche wird durch bunte Glasfenster und durch ein Fenster im Zenit der Decke beleuchtet. Die meisten Ausstattungsstücke stammen von den beiden Künstlern Josef Henselmann und Hubert Elsässer. Die Kirche ist tagsüber geöffnet.
- Die evangelisch-lutherische Pfarrkirche Martin Luther ist ein 1964 vollendeter Kirchenbau; Architekt war Gustav Gsaenger (* 1900 in München-Obermenzing; † 1989 in München), einer der wichtigsten Architekten für protestantische Kirchenbaukunst im 20. Jahrhundert in Deutschland. Die Waldkraiburger Kirche folgt dem Vorbild der St.-Matthäus-Kirche der Landeskirche von Bayern in München (1955), die Ausstattung kam größtenteils aus der Werkstatt der Waldkraiburger Geschwister Brunotte, das Altarbild stammt von Angela Gsaenger. In der Kirche steht eine Steinmeyer-Orgel. Die Kirche ist tagsüber geöffnet.
- Die römisch-katholische Pfarr- und Wallfahrtskirche Mariä Himmelfahrt befindet sich im Ortsteil Pürten
- Die Strecke der Stadtparkeisenbahn der Kleinbahnfreunde Waldkraiburg hat eine Rundkurslänge von etwa 500 Metern und Spurweiten von 5 und 71⁄4 Zoll. Der kleinste Radius beträgt 9 Meter.
- Auch die Kuratiekirche St. Martin in Ebing (Rokoko-Kanzel), die Filialkirche St. Erasmus (wertvolle Wand- und Deckengemälde) sowie die Pfarrkirche Maria Schutzfrau Bayerns (Ausstattung Bildhauer Friedrich Koller, * 1939) in Waldkraiburg-Süd sind sehenswert.
- Mit dem Cinewood verfügt Waldkraiburg über ein Kino, welches 2017 vom Bayerischen Sozialministerium für seine Barrierefreiheit ausgezeichnet wurde.[12]

## Wirtschaft und Infrastruktur
In Waldkraiburg sind Chemiebetriebe, Betriebe des Maschinenbaus, der kunststoff- und gummiverarbeitenden Industrie zu finden. Haldenwanger, MD Elektronik und die Kraiburg Holding haben ihren Sitz in Waldkraiburg. Die Stadt ist Teil des Bayerischen Chemiedreiecks.

### Verkehr
Waldkraiburg liegt südlich bzw. östlich der Bundesstraße 12 und ist seit Fertigstellung der A 94 am 4. Dezember 2012 über die Anschlussstelle Nr. 18 an diese angebunden. Als weitere wichtige regionale Verbindungsstraßen durchqueren die Staatsstraßen St 2352 und St 2091 die Stadt in Ost-West- bzw. in Nord-Süd-Richtung.
Des Weiteren besitzt die Stadt mit dem am 29. Mai 1994 eröffneten Bahnhaltepunkt Waldkraiburg an der Bahnstrecke Rosenheim–Mühldorf wieder eine Anbindung an das Eisenbahnnetz und wird von Regionalzügen der Südostbayernbahn bedient. Bis dahin wurde diese Funktion von dem für Waldkraiburg ungünstiger gelegenen, ursprünglich für den Ort Kraiburg errichteten Bahnhof Waidkraiburg-Kraiburg erfüllt. Gleichzeitig stand dem neuen Bahnhof ein Fahrkartenautomat für Fahrkarten, zunächst außer Zeitkarten, zur Verfügung. Im Stadtgebiet verkehren zudem drei Linien des Citybusses, die im Stunden-Takt montags bis freitags tagsüber 23 Haltestellen anfahren.
Außerdem besteht mit den Landkreis-Buslinien 30, 31 und 7548 eine Anbindung an die Kreisstadt Mühldorf am Inn und an die Nachbargemeinden Aschau am Inn und Ampfing.

### Bildungseinrichtungen
In Waldkraiburg stehen jungen Familien insgesamt sechs Kindergärten (vier katholische, zwei evangelische) zur Verfügung. Zusätzlich gibt es zwei Kinderhorte und zwei Kindertagesstätten. Des Weiteren gibt es vier Grundschulen, zwei Hauptschulen (Dieselhauptschule, Hauptschule an der Franz-Liszt-Straße), eine Realschule (Staatliche Realschule Waldkraiburg), ein Gymnasium sowie ein sonderpädagogisches Förderzentrum. Im Haus der Jugend befindet sich außerdem auch die Nachmittagsbetreuung. Ferner unterhält die Stadt eine Sing- und Musikschule im Haus der Kultur sowie die Stadtbücherei im Haus des Buches. Für die Erwachsenenbildung steht eine Volkshochschule zur Verfügung.

### Schlachthof
Am 8. September 2018 wurde nach zwei Jahren Bauzeit und einem finanziellen Aufwand von über 20 Millionen Euro Europas größter Rinderschlachthof eröffnet. Er wurde bis zum Verkauf im Jahr 2024 von der Firma Vion betrieben.

## Persönlichkeiten
- Ferdinand Staeger (1880–1976), Maler und Grafiker, der auch als Illustrator und Entwurfszeichner für Gobelins und Spitzendecken bekannt ist.
- Hubert Rösler (1900–1981), erster Bürgermeister von Waldkraiburg
- Emil Lode (1906–1986), Unternehmer, Mitbegründer der Stadt
- Emilie Schindler (1907–2001), ausgezeichnet von Yad Vashem als Gerechte unter den Völkern, Ehefrau von Oskar Schindler, ihr Grab befindet sich in Waldkraiburg.
- Peter Maffay (* 1949), Sänger und Musikproduzent, wuchs in Waldkraiburg auf.
- Peter Jaschke (* 1952), ehemaliger deutscher Handball-Nationalspieler
- Rainer Zerwesz (* 1969), ehemaliger deutscher Eishockey-Nationalspieler und Trainer.
- Wolfgang Nadvornik (* 1970), Sportjournalist und Fernsehmoderator
- Christoph Ullmann (* 1983) ehemaliger deutscher Eishockey-Nationalspieler
- Fabio Pfohl (* 1995), Eishockey-Nationalspieler